# دوينجيلو 2
دوينجيلو 2 هي مجرة قزمة غير منتظمة تبعد حوالي 10 مليون سنة ضوئية عن الأرض في إتجاة كوكبة ذات الكرسي. وتتراجع المجرة عن درب التبانة بسرعة حوالي 241 كم / ثانية. اكتشفت دوينجيلو 2 في عام 1996.
توزيع الهيدروجين المحايد في دوينجيلو 2 غير منتظم تماما وتم رصدة على بعد 3.2 الف فرسخ فلكي من مركز المجرة. ولدوينجيلو 2 قرص هيدروجين I محدد جيداً ويميل حوالي 69 درجة فيما يتعلق بمراقب على الأرض.
نصف القطر المرئي لدوينجيلو 2 يقارب 2 دقيقة قوسية وعلى مسافة مليون فرسخ فلكي يتوافق هذا مع حوالي 2 الف فرسخ فلكي. وتقدر الكتلة الكلية للمجرة داخل نصف قطرها بنحو 2.3 مليار كتلة شمسية ومجموع كتلة المجرة حوالي خمس مرات أقل من دوينجيلو 1.
دوينجيلو 2 مجرة مرافقة لدوينجيلو 1. ومن المرجح أن الهيكل غير المنتظم لدوينجيلو 2 يرتبط بتفاعلها مع المجرة القريبة والأكبر بكثير دوينجيلو 1، والتي تقع على مسافة 24 الف فرسخ فلكي فقط من دوينجيلو 2.

## الإكتشاف

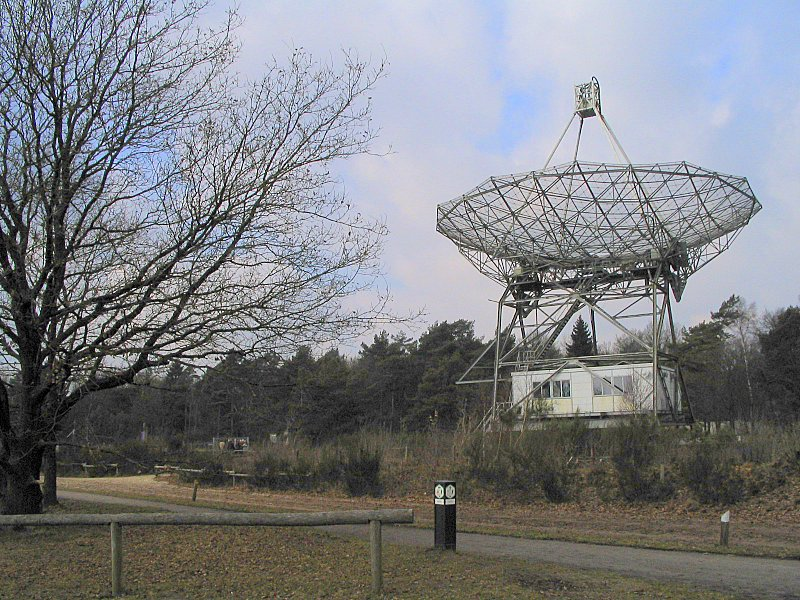
مرصد دوينجيلو بالقرب من قرية دوينجيلو الهولندية

اكتشفت دوينجيلو 2 في عام 1996 بعد نحو عامين من إكتشاف دوينجيلو 1 بواسطة فريق مسح دوينجيلو عن المجرات المحجوبة في منطقة التفادي (Dwingeloo Obscured Galaxy Survey). اكتشفت دوينجيلو 2 للمرة الأولى في الموجات الراديوية عند خط طيف الهيدروجين الذري المحايد طول موجته 21 سنتيمتر. ويعتقد أن دوينجيلو 2 عضوا في مجموعة IC 342 / مافاي المجرية، المجموعة المجاورة للمجموعة المحلية.

## وصلات خارجية
- Dwingeloo 2 – Galaxy